# Piazza della Vasca
La Piazza della Vasca (« place de la baignoire »), officiellement Piazza Fratelli Rosselli, est une place historique de la ville de Grosseto, en Toscane.

## Description
La place est située à l'extérieur des murs des Médicis, dans la zone de Porta Nuova. Elle est officiellement dédiée aux frères Rosselli, mais populairement appelée della Vasca (« de la baignoire ») en raison de la présence, au centre, d'une fontaine semi-circulaire. Sur la place se trouvent de nombreux bâtiments monumentaux et représentatif, scomme le palais du gouvernement, l'hôtel des postes et le complexe Cosimini.
La place joue un rôle important dans la viabilité de la ville et cinq rues y convergent : Viale Matteotti, qui mène vers l'avenue de la gare ; Via Roma, qui mène au nord ; Viale Oberdan, qui mène en direction de Roselle vers la route de Sienne ; Via Oriana Fallaci, qui relie la place au centre historique à Porta Nuova ; et Via Bonghi, qui mène à l'ouest vers la mer.

## Monuments
- Hôtel des postes
- Palais du gouvernement
- École secondaire « Giovanni Pascoli » (it)
- Complexe Cosimini (it)
- Villino Panichi
- Villino Volpi